# 乔治·洛特
乔治·洛特（英語：George Lott，1906年10月16日—1991年12月3日），美国男子网球运动员。他曾获得法国网球公开赛男子双打冠军、温布尔登网球锦标赛男子双打冠军、混合双打冠军、美国网球公开赛男子双打冠军、混合双打冠军。